# Baiyun, Guiyang
Baiyun är ett stadsdistrikt i Guiyang i Guizhou-provinsen i sydvästra Kina.
1. ↑  http://www.geohive.com/cntry/CN-52_ext.aspx